# Fernand Tourret
Fernand Tourret (Target, 12 janvier 1900 - Saint-Maur-des-Fossés, 27 juillet 1987) est un poète français.

## Biographie
Fernand Tourret (nom de plume de Fernand Tourret du Vigier), naît en 1900. Nanti d'un diplôme d'ingénieur de l'École nationale supérieure de l'aéronautique, il exerce ensuite des métiers très divers : marin, chaufournier… Journaliste au Gaulois, il écrit des études sur des sujets variés, puis se consacre à la poésie.
Il meurt en 1987,.

## Œuvre
- avec Paul Feller, L'Outil, dialogue de l'homme avec la matière, photos de Klaus Grünewald, préface de Jean Bernard[note 2], Bruxelles, Albert de Visscher, coll. « Art et histoire », 1969 ; traduction en allemand Werkzeug aus alter Zeit, Belser, 1980 ; traduction en italien L'utensile ; dialogo dell'uomo con la materia, Milano, Bramante, 1969 ; réédition Epa/Hachette, 2004, avec des photos de Philippe Schlienger
- Pariétales, La Tour de Feu, 1960
- Théorie de la lune, Edmond Thomas, 1971
- Figurines à mettre en carafe, Edmond Thomas, 1972
- Marmonne des cœurs timides, Jean Le Mauve, 1972
- Bestiaire marginal, portrait de l'auteur par Józef Czapski, Jean Le Mauve, 1973
- Clefs pour la Franc-maçonnerie, Seghers, 1975 ; traduction en portugais Chaves da franco-maçonaria, Rio de Janeiro, Zahar, 1975
- Branle des petits seigneurs du pays de Thelle, Plein chant, 1981
- « Un épisode vexinois de l’histoire littéraire : Chatnoirville-en-Vexin », Le Mantois, n° 9, p. 20-26
- Vis qu'on t'oublie, L'impatiente, 1994.
- Le sang du rat, L'impatiente, 1994.
- « Un écrivain romantique en Vexin : le vicomte Victor Prévost d'Arlincourt », Mémoires de la Société historique et archéologique de Pontoise, du Val d'Oise et du Vexin, t. LX, 1966, p. 51-62.

## Distinctions
- Mandat des poètes, 1977-1978[4]